# Bình Dương, Đông Triều
Bình Dương là một phường cũ thuộc thành phố Đông Triều, tỉnh Quảng Ninh, Việt Nam.

## Địa lý
Phường Bình Dương nằm ở phía tây thành phố Đông Triều, có vị trí địa lý:
- Phía đông giáp xã Việt Dân
- Phía tây giáp xã Nguyễn Huệ và tỉnh Hải Dương
- Phía nam giáp xã Thủy An và xã Nguyễn Huệ
- Phía bắc giáp xã An Sinh và tỉnh Hải Dương.

Phường Bình Dương có diện tích 10,22 km², dân số năm 2022 là 10.031 người, mật độ dân số đạt 981 người/km².

## Hành chính
Phường Bình Dương được chia thành 10 khu phố: Bắc Mã 1, Bắc Mã 2, Bình Sơn Đông, Bình Sơn Tây, Đạo Dương, Đông Lâm, Đông Thành, Hoàng Xá, Lăng Chi, Tân Thành.

## Lịch sử
Trước năm 1930, xã Bình Dương là phần đất thuộc tổng Đạm Thủy, được thành lập trên cơ sở 5 thôn: Đạo Dương, Bình Sơn, Hoàng Xá, Đông Lâm, Bắc Mã.
Năm 1955, thành lập thôn Tân Thành.
Năm 1959 – 1960, thành thôn Chi Lăng thuộc xã Bình Dương trên cơ sở một số hộ từ huyện Ninh Giang và huyện Thanh Miện thuộc tỉnh Hải Dương.
Năm 1971, thành lập thôn Đông Thành.
Năm 1992, sáp nhập thôn Tân Thành vào thôn Đông Thành.
Năm 2000 – 2010, thành lập thôn Bắc Mã 1 và thôn Bắc Mã 2 trên cơ sở toàn bộ thôn Bắc Mã; thành lập thôn Bình Sơn 
Đông và thôn Bình Sơn Tây trên cơ sở toàn bộ thôn Bình Sơn; thành lập thôn Tân Thành trên cơ sở một phần của thôn Đông Thành.
Ngày 11 tháng 3 năm 2015, Ủy ban Thường vụ Quốc hội ban hành Nghị quyết số 891/NQ-UBTVQH13 về việc thành lập thị xã Đông Triều. Xã Bình Dương trực thuộc thị xã Đông Triều.
Ngày 28 tháng 9 năm 2024, Ủy ban Thường vụ Quốc hội ban hành Nghị quyết số 1199/NQ-UBTVQH15 về việc sắp xếp đơn vị hành chính cấp huyện, cấp xã của tỉnh Quảng Ninh giai đoạn 2023 – 2025 (nghị quyết có hiệu lực từ ngày 1 tháng 11 năm 2024). Theo đó:
- Thành lập phường Bình Dương thuộc thị xã Đông Triều trên cơ sở toàn bộ 10,22 km² diện tích tự nhiên và quy mô dân số là 10.031 người của xã Bình Dương.
- Thành lập thành phố Đông Triều thuộc tỉnh Quảng Ninh. Phường Bình Dương trực thuộc thành phố Đông Triều.

## Văn hóa
Trên địa bàn phường có chùa Bắc Mã được nhà nước Việt Nam xếp hạng là di tích lịch sử văn hóa cấp Quốc gia.